# Alseíde
As alseídes (em grego:  Ἀλσηίδες, Alsêídes, de ἄλσος, álsos, "bosque"), na mitologia grega, são ninfas associadas aos bosques e suas flores. Habitam nos canaviais e arvoredos, costumam assustar viajantes que passam por seus domínios.
Segundo a lenda, Alseíde, a mais formosa das ninfas, protegeu um campo de amapolas da fúria e dos raios de Zeus. Logo, o arrependido deus olímpico, ao ver seu valor e desejo de cuidar das flores premiou a ninfa, dando-lhe este campo para sempre.
Alguns poderes comuns das ninfas são a cura e a levitação, e em alguns casos a Ninfa nasce com asas brancas ou com asas de borboleta.
Esta ninfa se vê implicada nos Mistérios Eleusinos.